# الدوري السويدي الدرجة الثانية 1983
الدوري السويدي الدرجة الثانية 1983 (بالسويدية: Division II i fotboll 1983)‏ هو موسم من الدوري السويدي الدرجة الثانية. فاز فيه نادي نوركوبنغ.